# Marta Maggetti
Marta Maggetti, född 10 januari 1996 i Cagliari, är en italiensk vindsurfare.
Vid sommar-OS i Tokyo 2021 tog hon en fjärdeplats i damernas vindsurfningklass RS:X. Maggetti tog guld vid VM i iQFoil i Brest 2022. Vid sommarspelen i Paris 2024 vann hon guldmedaljen i samma klass.